# NGC 1373
NGC 1373 је елиптична галаксија у сазвежђу Пећ која се налази на NGC листи објеката дубоког неба.
Деклинација објекта је - 35° 10' 16" а ректасцензија 3h 34m 59,1s. Привидна величина (магнитуда) објекта NGC 1373 износи 12,4 а фотографска магнитуда 13,4. Налази се на удаљености од 19,700 милиона парсека од Сунца. NGC 1373 је још познат и под ознакама ESO 358-21, MCG -6-8-28, FCC 143, 1ZW 13, PGC 13252.